# Propaganda (Philippines)
Pour les articles homonymes, voir Propaganda.

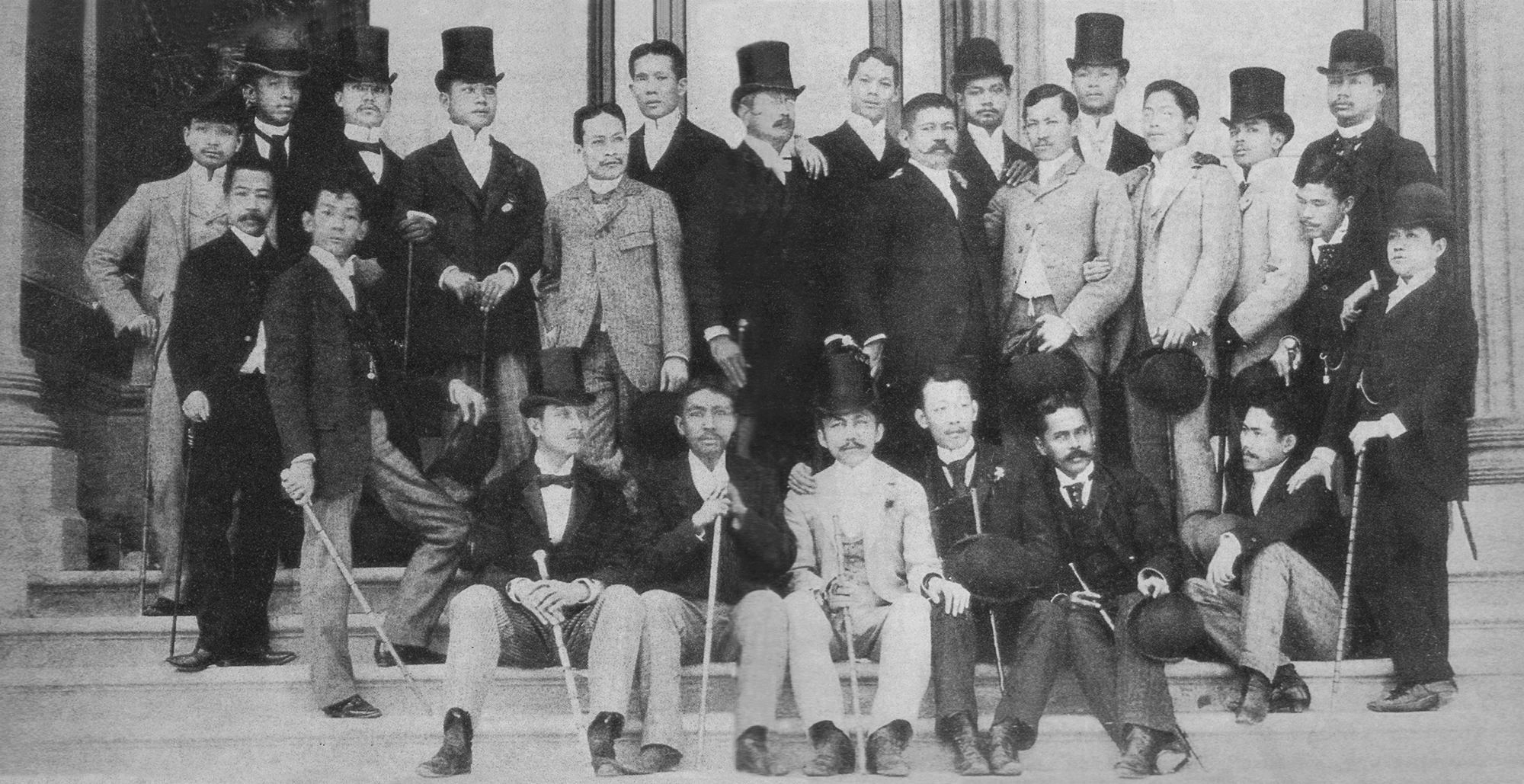
Membres de la Propaganda philippine en 1890 en Espagne.

La Propaganda ou mouvement de Propagande est un mouvement intellectuel philippin actif approximativement de 1872 à 1892 en Espagne et aux Philippines, dont l’objectif est de promouvoir la réforme politique et sociale des Philippines, alors colonie espagnole. Le mouvement, dont les principaux représentants sont José Rizal, Marcelo H. del Pilar et Graciano López Jaena, s’inscrit dans la contestation du modèle colonial espagnol qui grandit au sein de l’élite philippine dans la période pré-révolutionnaire.

## Historique du mouvement
Dans la seconde moitié du XIXe siècle, le développement économique et l’ouverture au commerce mondial des Philippines, alors colonie espagnole, permet le développement d’un bourgeoisie prospère et éduquée, mais sans réel pouvoir politique qui est assuré uniquement par les colons. Les injustices du modèle colonial suscitent la contestation notamment parmi la jeunesse riche et éduquée, les illustrados. Nombre de ces jeunes gens partent étudier en Europe où ils sont d’autant plus exposés aux idées des Lumières et des libéraux,. En 1872, la répression espagnole après une mutinerie dans l’arsenal de Cavite entraîne l’exil de nombreux illustrados,.

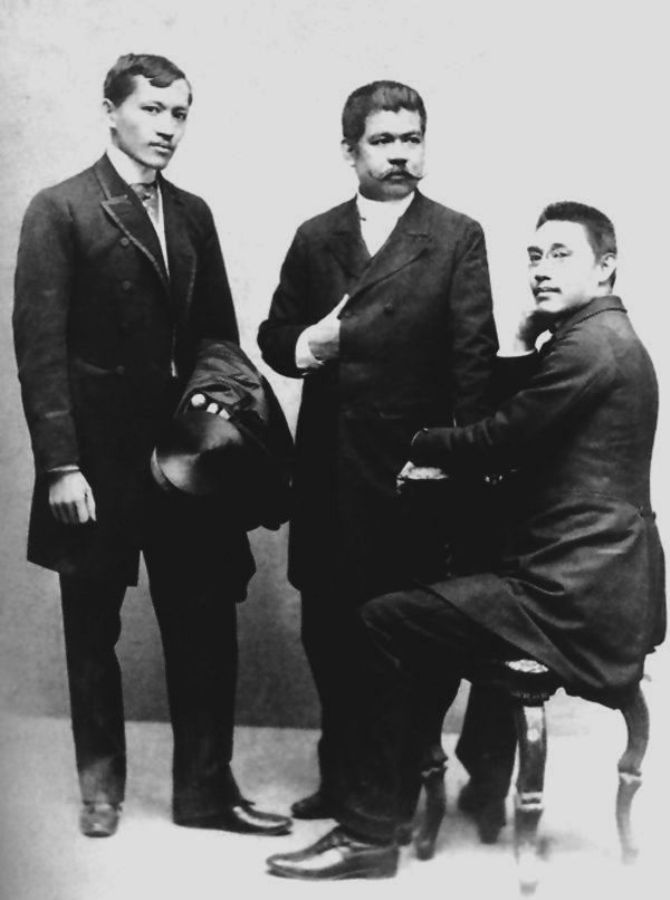
Trois des principaux Propagandistes (de gauche à droite) : José Rizal, Marcelo H. del Pilar et Mariano Ponce.

C’est dans ce contexte que la Propaganda apparaît en Espagne à partir de 1872, à l’initiative d’étudiants et d’intellectuels philippins en exil,. Il s’agit d’un mouvement militant destiné à promouvoir les idées réformatrices et à alerter les autorités sur les problèmes de la colonie,. Il faut noter qu’à cette époque, le mot propaganda (en espagnol) n’a pas de connotation négative.
José Rizal est la figure la plus connue du mouvement. Intellectuel, écrivain et médecin issu d’une riche famille mestizo, il arrive en Europe en 1882 pour finir ses études. Il se fait connaître parmi la communauté philippine du continent pour ses talents d’auteur et d’orateur. Fervent défenseur de l’égalité entre Espagnols et Philippins, il publie deux romans importants pour la défense des droits des Philippins : Noli Me Tangere en 1886 et El Filibusterismo en 1891. Il y décrit les abus des colons espagnols, notamment certains ordres religieux. Rizal réalise en 1887 l'édition critique de la première histoire des Philippines (Sucesos de las Islas Filipinas d'Antonio de Morga, 1609) : dans ses commentaires, il promeut ouvertement l’héritage précolonial de l’archipel et une certaine fierté nationale. Autre figure du mouvement, Marcelo H. del Pilar publie de nombreux écrits contre l’Église et les colons, dont un essai intitulé La frailocracia filipina en 1889 qui prône pour une plus grande séparation de l’Église et de l’État et met en avant l’inefficacité des ordres religieux en matière politique et économique. Il part d’ailleurs en Espagne pour éviter les représailles sur l’archipel que ses écrits anticléricaux pourraient susciter, et est considéré comme le Propagandistes le plus actif. Parmi les autres personnalités du mouvement figurent Graciano López Jaena, Mariano Ponce, Antonio Luna, Juan Luna, José Alejandrino, José María Panganiban, Antonio Maria Regidor, Galicano Apacible, Isabelo de los Reyes, Teodoro Sandiko ,.
Fin 1888, Graciano López Jaena et Mariano Ponce fondent en Espagne La solidaridad, un journal d’inspiration libérale qui doit permettre aux Propagandistes d’exprimer leurs idées . Marcelo del Pilar en reprend rapidement les rênes. Le journal devient peu ou prou l’organe de diffusion privilégié des Propagandistes. La presse est aussi un moyen d’expression important pour les Propagandistes sur l’archipel. Del Pilar y cofonde dès 1882 le premier journal en langue vernaculaire à Manille, Diariong Tagalog, initiative reprise par Isabelo de los Reyes en 1889 avec El Ilocano.
Le mouvement cesse progressivement d’exister entre 1892 et 1895 en raison du départ de Rizal, de la répression, de l’échec à imposer la moindre réforme, des rivalités internes et du manque de moyen,,. Rizal retourne en effet en 1892 aux Philippines pour donner corps au mouvement en créant la Ligue philippine ; toutefois, l’initiative est un échec et Rizal est forcé à l’exil tandis que la ligue est dissoute par les colons. Antonio Maria Regidor est emprisonné en 1896, tout comme les frères Antonio et Juan Luna. Restés en Espagne, Marcelo del Pilar et Graciano López Jaena meurent tous deux de maladie en 1896, après la fermeture de La Solidaridad en 1985. Mariano Ponce s’enfuit en France en 1896 puis à Hong-Kong par peur de représailles en Espagne.

## Revendications

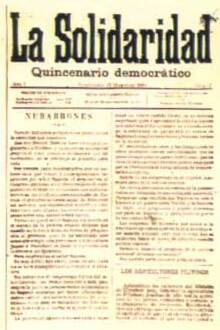
Une une de La solidaridad.

Parmi les principales idées ou revendications des Propagandistes figurent : 
- une représentation philippine au parlement espagnol (les Cortes Generales) ;
- la séparation de l’Église et de l’État, la fin du pouvoir exorbitant des ordres missionnaires et la sécularisation du clergé ;
- la stricte égalité devant la loi entre sujets espagnols et philippins ;
- la sécularisation de l’école ;
- la liberté d’expression et de réunion[2],[6],[19],[20].

Les Propagandistes restent généralement attachés à l’Espagne et au catholicisme, ne prônant pas l’insurrection armée, mais plutôt des réformes pacifiques menées par les classes éduquées,,. Pour eux, ces réformes sont nécessaires justement pour empêcher toute révolte armée, qu’ils prédisent inévitable si l’autoritarisme espagnol n’est pas aboli. Leur position sur l’indépendance est plus ambiguë : elle est envisagée à moyen terme par un processus légaliste et pacifique plutôt qu’armé par Rizal, tandis que Del Pilar penche plutôt pour l’assimilation des Philippines au Royaume en en faisant une province d’Espagne à part entière,,.

## Conséquences
En contribuant à exprimer et diffuser les idées réformistes parmi les classes supérieures et éduquées des Philippines, les Propagandistes favorisent indirectement le déclenchement de la révolution qui éclate en 1896, même s’ils n’appellent pas eux-mêmes à l’insurrection armée,,. En particulier, l’intransigeance espagnole face aux Propagandistes entraîne en 1892 l’apparition d’une organisation populaire, clandestine et ouvertement révolutionnaire, le Katipunan,,,. Les Propagandistes jouent aussi un rôle déterminant dans l’émergence d’un sentiment national philippin parmi la bourgeoisie à la fin du XIXe siècle,.
Si les propagandistes ont influencé les classes éduquées, leur impact sur les masses populaires est plus ténu, car ils écrivent en espagnol, langue que la population ne pratique pas, et sont largement censurés par les autorités sur l’archipel. Leur principal but, qui était d’obtenir des réformes politiques et pacifiques de la part du Royaume, est également un échec, les Espagnols n’étant pas réceptifs à ce discours. C’est en partie face à ce constat d’échec que Rizal décide de retourner aux Philippines en 1892 pour y porter les idées réformatrices,.
En 1889, Miguel Morayta fonde l’obédience maçonique du Grande Oriente Español. Nombre de Propagandistes sont eux-mêmes maçons, et Graciano Lopez-Jaena crée en 1889 la Logia Revolución, au sein du Grande Oriente Español. En 1890 est fondée une seconde loge par Marcelo del Pilar et d’autres propagandistes, Logia Solidaridad No  53. Ainsi, la Propaganda a joué un rôle important dans le développement de la franc-maçonnerie philippine, et les deux organes se soutiennent mutuellement,.
Icône du mouvement, Rizal est exécuté par les Espagnols en décembre 1896, ce qui contribue à en faire un héros national et attise la rébellion,. De nombreux autres Propagandistes, illustrados ou maçons sont arrêtes ou exécutés durant cette période révolutionnaire.